# Бла, Мозес
Мозес Зе Бла (англ. Moses Zeh Blah; 18 апреля 1947, Тау Таун, Либерия — 1 апреля 2013, Монровия, Либерия) — либерийский государственный деятель, и. о. президента Либерии (2003).

## Биография
Получил профессиональную подготовку в качестве механика и некоторое время повышал свою квалификацию в Гамбурге. В 1985—1989 гг. проходил военную подготовку вместе с Чарльзом Тейлором в лагере Таджура, оба были непримиримыми противниками находившегося в то время у власти президента Либерии Самуэля Доу. Во Второй либерийской Гражданской войне служил в армии Тейлора и благодаря прохождению военной подготовки в Ливии стал генералом Национального патриотического фронта Либерии.
После прихода Тейлора к власти и его избрания президентом в 1997 г. был назначен послом Либерии в Ливии и Тунисе. Как и Тейлор, был членом Национальной патриотической партии. В июле 2000 г. назначен на пост вице-президента. В 2003 г. по настоянию США становится и. о. президента Либерии, после того как в отношении Тейлора Специальным судом по Сьерра-Леоне были выдвинуты обвинения в массовых убийствах и пытках мирных жителей. Через два месяца был заменен на посту и. о. президента Джоюдом Брайантом.
Впоследствии подвергался критике как приближенный Тейлора. В 2008 г. выступал в качестве свидетеля на суде над Тейлором.